# Altillac
Altillac (Altilhac en occitan) est une commune française située dans le département de la Corrèze en région Nouvelle-Aquitaine.

## Géographie

### Généralités
La commune d'Altillac, traversée par le 45e parallèle nord, est de ce fait située à égale distance du pôle Nord et de l'équateur terrestre (environ 5 000 km).
En Xaintrie, à l'extrême-sud du département de la Corrèze et de la région Limousin, elle se situe en rive gauche de la Dordogne, qui la sépare de trois communes en rive droite : Brivezac, Beaulieu-sur-Dordogne et Astaillac.
Altillac est très étendu géographiquement. Avec une superficie de 2500 hectares, la commune s'étend sur près de 30 hameaux dispersés et presque une dizaine de châteaux dont Bra, Sugarde, le Doux, Rholan, la Majorie, Bichiran, Miègemont et Gary.
Le territoire communal est desservi par les routes départementales 41 et 940.

### Communes limitrophes
Altillac est limitrophe de huit autres communes, dont deux dans le département du Lot.
| Brivezac              | Bassignac-le-Bas      | Reygade     |
| Beaulieu-sur-Dordogne | Altillac              | Mercœur     |
| Astaillac             | Gagnac-sur-Cère (Lot) | Cahus (Lot) |

### Climat
Pour des articles plus généraux, voir Climat de la Nouvelle-Aquitaine et Climat de la Corrèze.
Historiquement, la commune est exposée à un climat montagnard.
En 2020, Météo-France publie une typologie des climats de la France métropolitaine dans laquelle la commune est exposée à un climat de montagne et est dans la région climatique Ouest et nord-ouest du Massif Central, caractérisée par une pluviométrie annuelle de 900 à 1 500 mm, maximale en automne et en hiver.
Pour la période 1971-2000, la température annuelle moyenne est de 12,9 °C, avec une amplitude thermique annuelle de 16,2 °C. Le cumul annuel moyen de précipitations est de 972 mm, avec 11,4 jours de précipitations en janvier et 7 jours en juillet. Pour la période 1991-2020, la température moyenne annuelle observée sur la station météorologique la plus proche, située sur la commune de Camps-Saint-Mathurin-Léobazel à 11 km à vol d'oiseau, est de 11,1 °C et le cumul annuel moyen de précipitations est de 1 432,2 mm,. Pour l'avenir, les paramètres climatiques de la commune estimés pour 2050 selon différents scénarios d’émission de gaz à effet de serre sont consultables sur un site dédié publié par Météo-France en novembre 2022.

### Milieux naturels et biodiversité

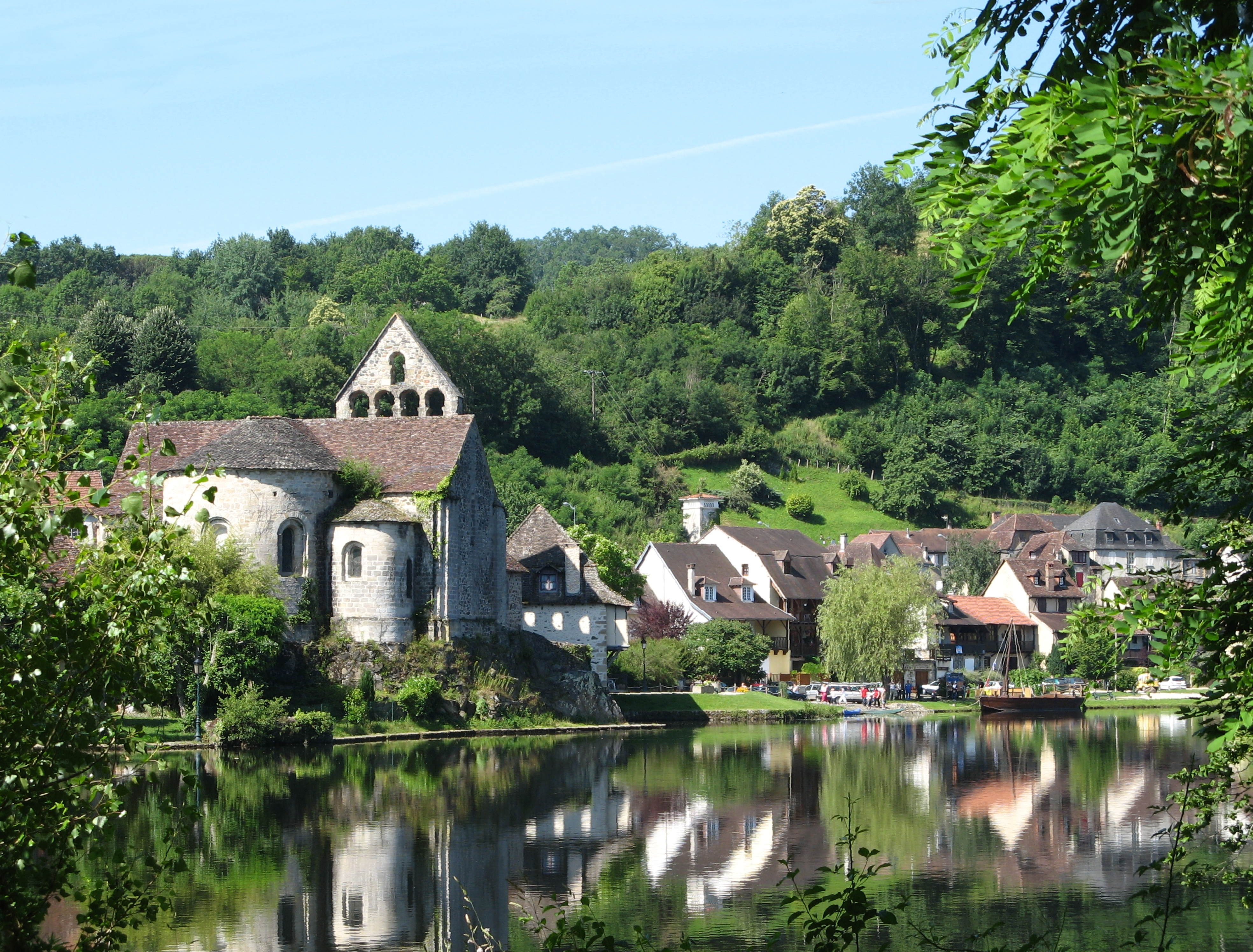
Vue sur la Dordogne et Beaulieu-sur-Dordogne depuis Altillac.

Bien qu'étant indiquée comme faisant partie du périmètre de deux zones naturelles d'intérêt écologique, faunistique et floristique (ZNIEFF) la « vallée de la Dordogne quercynoise » (de type II), et « la Dordogne quercynoise » (de type I),, Altillac n'est pas concernée, comme le montrent les cartes des deux sites, les ZNIEFF commençant juste après la limite communale sud-ouest, à Biars-sur-Cère.

## Urbanisme

### Typologie
Au 1er janvier 2024, Altillac est catégorisée commune rurale à habitat dispersé, selon la nouvelle grille communale de densité à 7 niveaux définie par l'Insee en 2022.
Elle est située hors unité urbaine. Par ailleurs la commune fait partie de l'aire d'attraction de Biars-sur-Cère - Saint-Céré, dont elle est une commune de la couronne,. Cette aire, qui regroupe 49 communes, est catégorisée dans les aires de moins de 50 000 habitants,.

### Occupation des sols

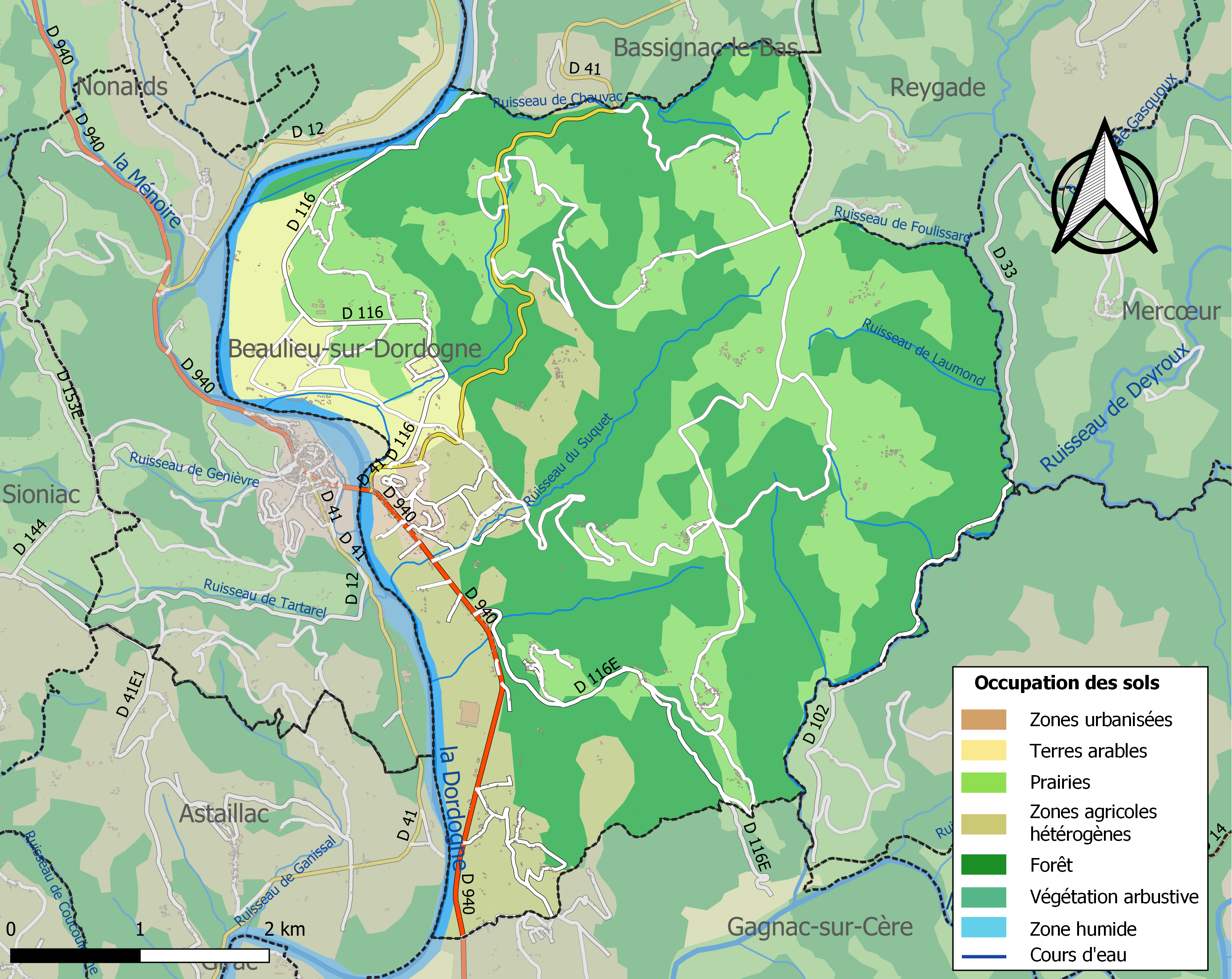
Carte des infrastructures et de l'occupation des sols de la commune en 2018 (CLC).

L'occupation des sols de la commune, telle qu'elle ressort de la base de données européenne d’occupation biophysique des sols Corine Land Cover (CLC), est marquée par l'importance des forêts et milieux semi-naturels (48,7 % en 2018), en diminution par rapport à 1990 (50,8 %). La répartition détaillée en 2018 est la suivante :
forêts (48,7 %), prairies (30 %), zones agricoles hétérogènes (11,7 %), cultures permanentes (5,8 %), eaux continentales (2,6 %), zones urbanisées (1,3 %).
L'évolution de l’occupation des sols de la commune et de ses infrastructures peut être observée sur les différentes représentations cartographiques du territoire : la carte de Cassini (XVIIIe siècle), la carte d'état-major (1820-1866) et les cartes ou photos aériennes de l'IGN pour la période actuelle (1950 à aujourd'hui).

### Transport routier
- Réseau Réseau interurbain de la Corrèze

### Risques majeurs
Le territoire de la commune d'Altillac est vulnérable à différents aléas naturels : météorologiques (tempête, orage, neige, grand froid, canicule ou sécheresse), inondations, feux de forêts et séisme (sismicité très faible). Il est également exposé à un risque technologique, la rupture d'un barrage, et à un risque particulier : le risque de radon. Un site publié par le BRGM permet d'évaluer simplement et rapidement les risques d'un bien localisé soit par son adresse soit par le numéro de sa parcelle.

#### Risques naturels
Certaines parties du territoire communal sont susceptibles d’être affectées par le risque d’inondation par débordement de cours d'eau, notamment la Dordogne et le ruisseau d'Orgues. La commune a été reconnue en état de catastrophe naturelle au titre des dommages causés par les inondations et coulées de boue survenues en 1982, 1990, 1999, 2001 et 2021,. Le risque inondation est pris en compte dans l'aménagement du territoire de la commune par le biais du plan de prévention des risques (PPR) inondation « Altillac - Bassin de la Dordogne », approuvé le 30 octobre 2013.

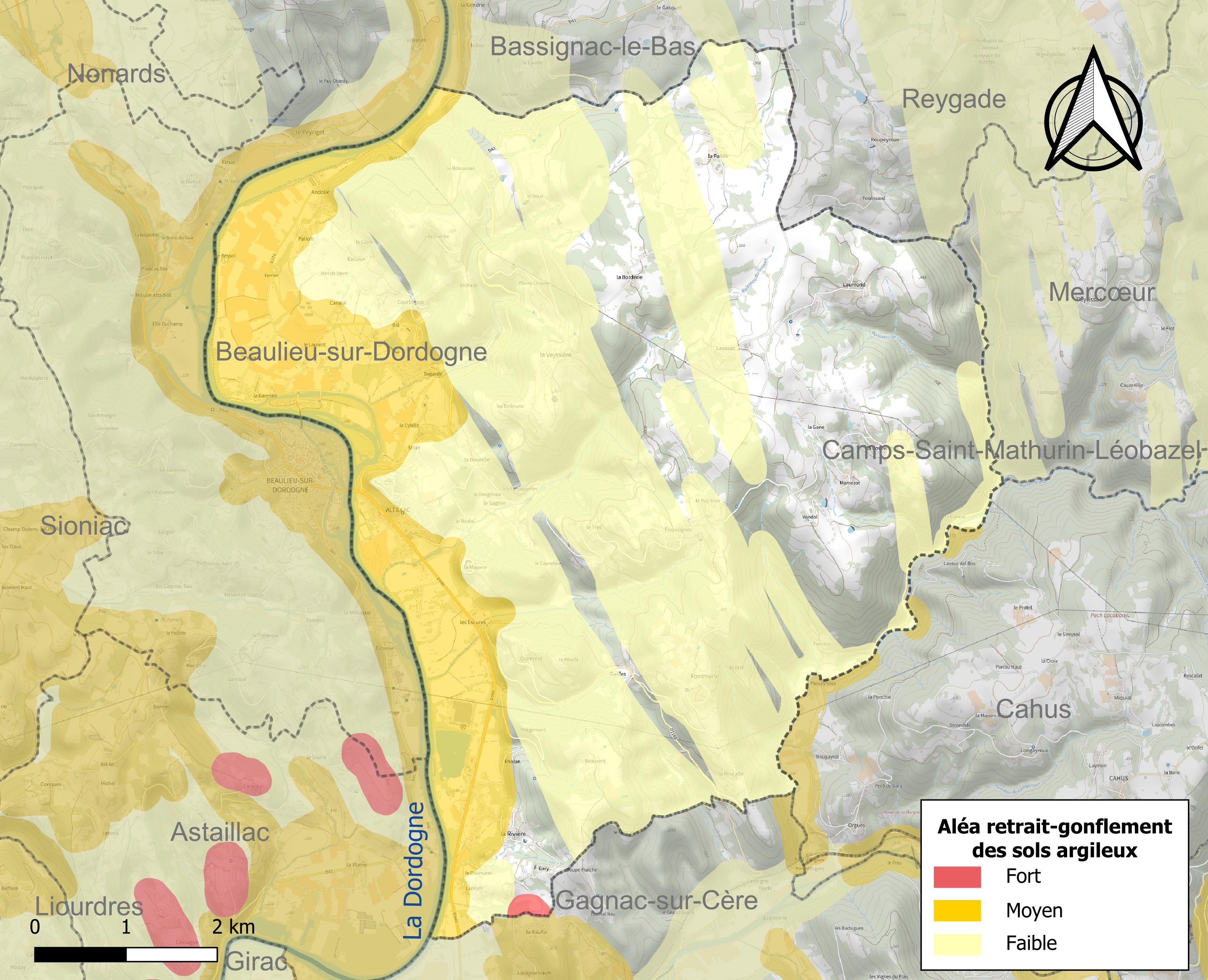
Carte des zones d'aléa retrait-gonflement des sols argileux d'Altillac.

Le retrait-gonflement des sols argileux est susceptible d'engendrer des dommages importants aux bâtiments en cas d’alternance de périodes de sécheresse et de pluie. 19,1 % de la superficie communale est en aléa moyen ou fort (26,8 % au niveau départemental et 48,5 % au niveau national). Sur les 610 bâtiments dénombrés sur la commune en 2019,  235 sont en aléa moyen ou fort, soit 39 %, à comparer aux 36 % au niveau départemental et 54 % au niveau national. Une cartographie de l'exposition du territoire national au retrait gonflement des sols argileux est disponible sur le site du BRGM,.
Concernant les feux de forêt, aucun plan de prévention des risques incendie de forêt (PPRIF) n’a été établi en Corrèze, néanmoins le code de l’urbanisme impose la prise en compte des risques dans les documents d’urbanisme. Le périmètre des servitudes d'utilité publique et des zones d'obligation légale de débroussaillement pour les particuliers est quant à lui défini pour la commune dans une carte dédiée.
Concernant les mouvements de terrains, la commune a été reconnue en état de catastrophe naturelle au titre des dommages causés par la sécheresse en 1994 et par des mouvements de terrain en 1999.

#### Risques technologiques
La commune est en outre située en aval des barrages de Bort-les-Orgues, du Chastang, de Marcillac, d'Enchanet, de Hautefage et de Saint-Étienne-Cantalès, des ouvrages de classe A soumis à PPI. À ce titre elle est susceptible d’être touchée par l’onde de submersion consécutive à la rupture d'un de ces ouvrages.

#### Risque particulier
Dans plusieurs parties du territoire national, le radon, accumulé dans certains logements ou autres locaux, peut constituer une source significative d’exposition de la population aux rayonnements ionisants. Certaines communes du département sont concernées par le risque radon à un niveau plus ou moins élevé. Selon la classification de 2018, la commune d'Altillac est classée en zone 3, à savoir zone à potentiel radon significatif.

## Histoire
Altillac fut le siège d'une viguerie sous les Carolingiens.
Lors des premières années de la Révolution française, la commune de Fontmerle fusionne avec Altillac.
Le 28 mai 1942, le préfet régional de Limoges réquisitionne le domaine du Doux pour y créer un centre d'internement pour familles juives,.

## Politique et administration

### Liste des maires
| Période      | Période      | Identité                   | Étiquette | Qualité                     |
| ------------ | ------------ | -------------------------- | --------- | --------------------------- |
| 1808         | 1834         | Antoine Dauvis Bichiran    |           |                             |
| 1834         | 1837         | Jean Frédéric Bichiran     |           |                             |
| 1837         | 1878         | Jean Joseph Fontanille     |           |                             |
| 1878         | 1883         | Jean Baptiste Victor Borie |           |                             |
| 1883         | 1884         | Joseph Lebrun              |           |                             |
| 1884         | 1885         | Jules Humieres (d')        |           |                             |
| 1885         | 1888         | Jules Argueyrolles         |           |                             |
| 1888         | 1904         | Philippe Dounier           |           |                             |
| 1904         | 1908         | Louis Laumond              |           |                             |
| 1908         | 1919         | Jean Versejoux             |           |                             |
| 1919         | 1934         | Ernest Faugere             |           |                             |
| 1934         | 1944         | Georges Mas                |           |                             |
| 1944         | 1945         | Romain Conche              |           |                             |
| 1945         | 1958         | Georges Mas                |           |                             |
| 1958         | 1977         | Romain Conche              |           |                             |
| 1977         | 1983         | Robert Audrerie            |           |                             |
| 1983         | 1995         | Pierre Poulvelarie         |           |                             |
| 1995         | 2001         | Jean-claude Vergne         |           |                             |
| mars 2001    | mai 2020     | Robert Vialard             |           | Retraité                    |
| mai 2020     | octobre 2020 | Michel Servantie           |           | Démissionne en octobre 2020 |
| octobre 2020 | En cours     | Denis Pinsac               |           |                             |

### Politique de développement durable
La commune a engagé une politique de développement durable en lançant une démarche d'Agenda 21.

### Jumelages
La commune d'Altillac est jumelée depuis 1993 avec la commune de Squiffiec, dans les Côtes-d'Armor, en Bretagne.

## Démographie
Les habitants sont appelés les Altillacois et les Altillacoises.

L'évolution du nombre d'habitants est connue à travers les recensements de la population effectués dans la commune depuis 1793. Pour les communes de moins de 10 000 habitants, une enquête de recensement portant sur toute la population est réalisée tous les cinq ans, les populations de référence des années intermédiaires étant quant à elles estimées par interpolation ou extrapolation. Pour la commune, le premier recensement exhaustif entrant dans le cadre du nouveau dispositif a été réalisé en 2005.

En 2022, la commune comptait 827 habitants, en évolution de −4,61 % par rapport à 2016 (Corrèze : −0,59 %, France hors Mayotte : +2,11 %).
| 1793  | 1800  | 1806  | 1821  | 1831  | 1836  | 1841  | 1846  | 1851  |
| ----- | ----- | ----- | ----- | ----- | ----- | ----- | ----- | ----- |
| 1 544 | 1 290 | 1 685 | 1 576 | 1 794 | 1 870 | 1 805 | 1 894 | 1 914 |

| 1856  | 1861  | 1866  | 1872  | 1876  | 1881  | 1886  | 1891  | 1896  |
| ----- | ----- | ----- | ----- | ----- | ----- | ----- | ----- | ----- |
| 1 885 | 1 800 | 1 747 | 1 695 | 1 656 | 1 637 | 1 709 | 1 451 | 1 502 |

| 1901  | 1906  | 1911  | 1921  | 1926  | 1931  | 1936  | 1946 | 1954 |
| ----- | ----- | ----- | ----- | ----- | ----- | ----- | ---- | ---- |
| 1 419 | 1 378 | 1 333 | 1 135 | 1 143 | 1 081 | 1 023 | 938  | 860  |

| 1962 | 1968 | 1975 | 1982 | 1990 | 1999 | 2005 | 2006 | 2010 |
| ---- | ---- | ---- | ---- | ---- | ---- | ---- | ---- | ---- |
| 781  | 762  | 720  | 791  | 824  | 801  | 839  | 833  | 854  |

| 2015 | 2020 | 2022 | - | - | - | - | - | - |
| ---- | ---- | ---- | - | - | - | - | - | - |
| 861  | 829  | 827  | - | - | - | - | - | - |

## Culture locale et patrimoine

### Lieux et monuments

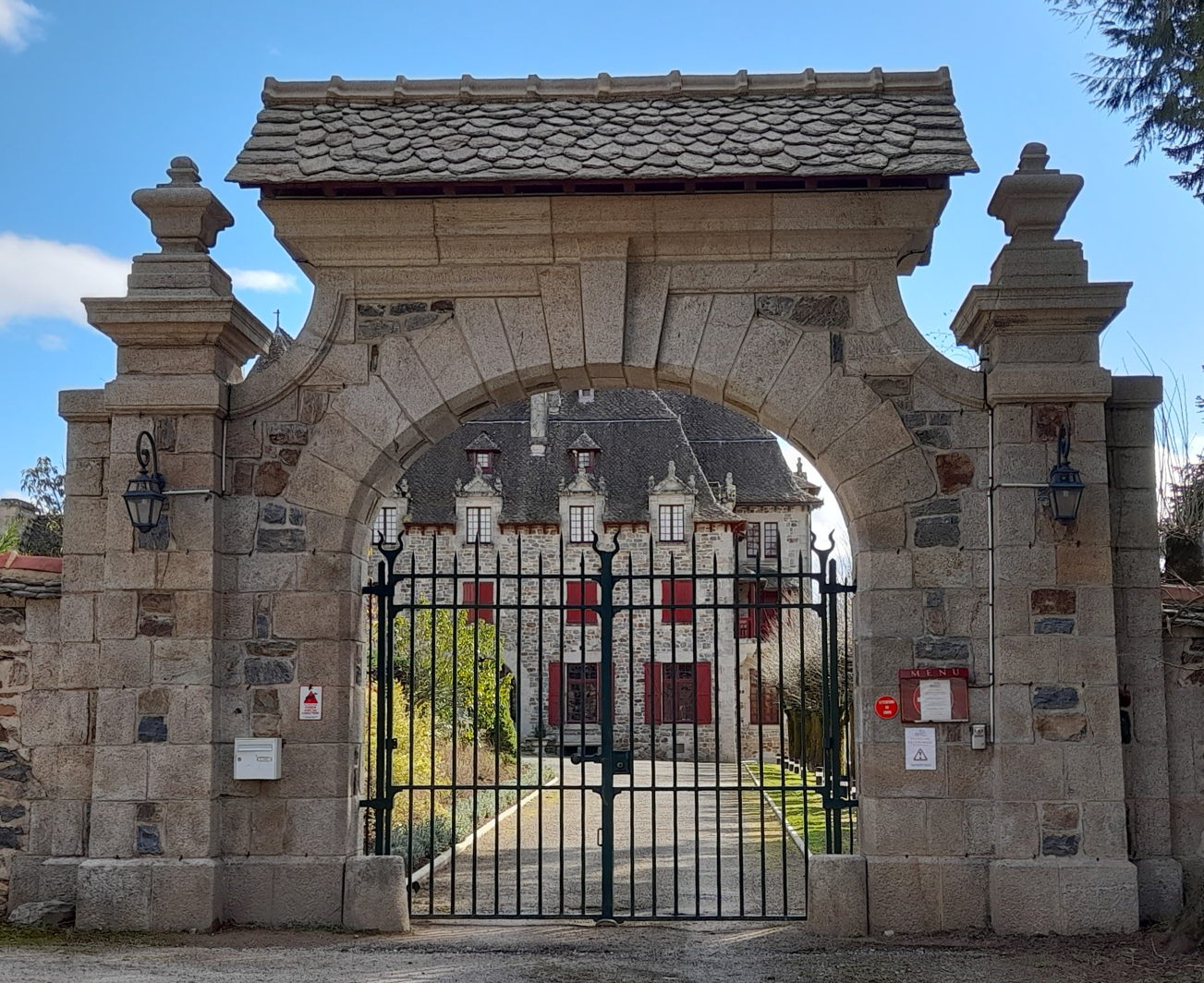
Le château du Doux vue du portail.

- Le château du Doux est construit en 1904-1906 sur des plans de Jean-Louis Pascal. Influencé par le style utilisé à Deauville, il est construit dans le style de Xaintrie, pour servir d'hôtel de luxe. Il est construit sur le haut d'un vallon, offrant ainsi des vues sur le paysage alentour. Des registres différents sont utilisés pour ses ouvertures : fenêtres simples, grande baie cintrée à croisillons de pierre, fenêtre à croisée, lucarnes rampantes, passantes ou à la capucine. Il emploie des matériaux locaux qui lui permettent d'avoir un air régional : pierres de couleurs variées, toit de lauzes. À l'intérieur, les boiseries sont Art nouveau[30]. Pendant la Seconde Guerre mondiale, il devient un centre d'internement payant pour une soixantaine de juifs étrangers. En 1943, au moins deux déportations sont effectuées vers le camp de Drancy[39]. Actuellement propriété privée, il est utilisé comme lieu d'hébergement de luxe[40].
- Le château Bra ;
- Le château de Sugarde ;
- Le château de Rholan ;
- Le château de La Majorie ;
- Le château de Bichiran ;
- Le château de Miègemont ;
- Le château de Gary.
- De l'autre côté du vallon occupé par le domaine du Doux, de vastes dépendances agricoles sont construites : immense grange-étable à deux niveaux, nombreuses porcheries construites à l'imitation de petites fermes, qui forment un semblant de hameau, poulailler, four à pain. L'ensemble des constructions, hôtel et bâtiments agricoles, a été labellisé patrimoine du XXe siècle[30].
- L'église Saint-Étienne est construite au XVIe siècle, sauf le clocher-porche, qui remonte au XIVe siècle. Elle est classée monument historique en 1975[27].
- L'église Sainte-Agathe de Fontmerle.
- Le dolmen de la Borderie, un dolmen néolithique en bon état[41].

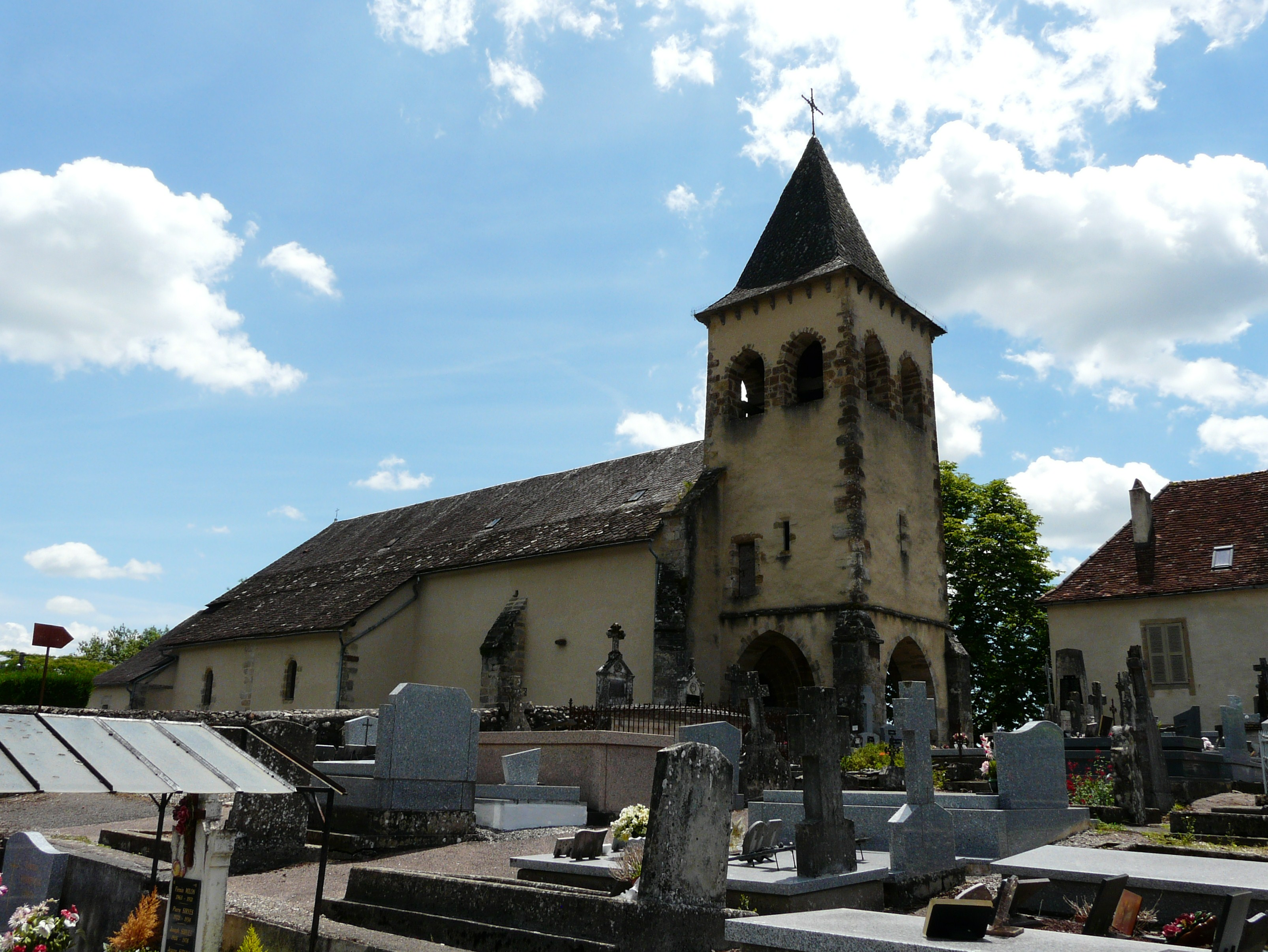
L'église Saint-Étienne.
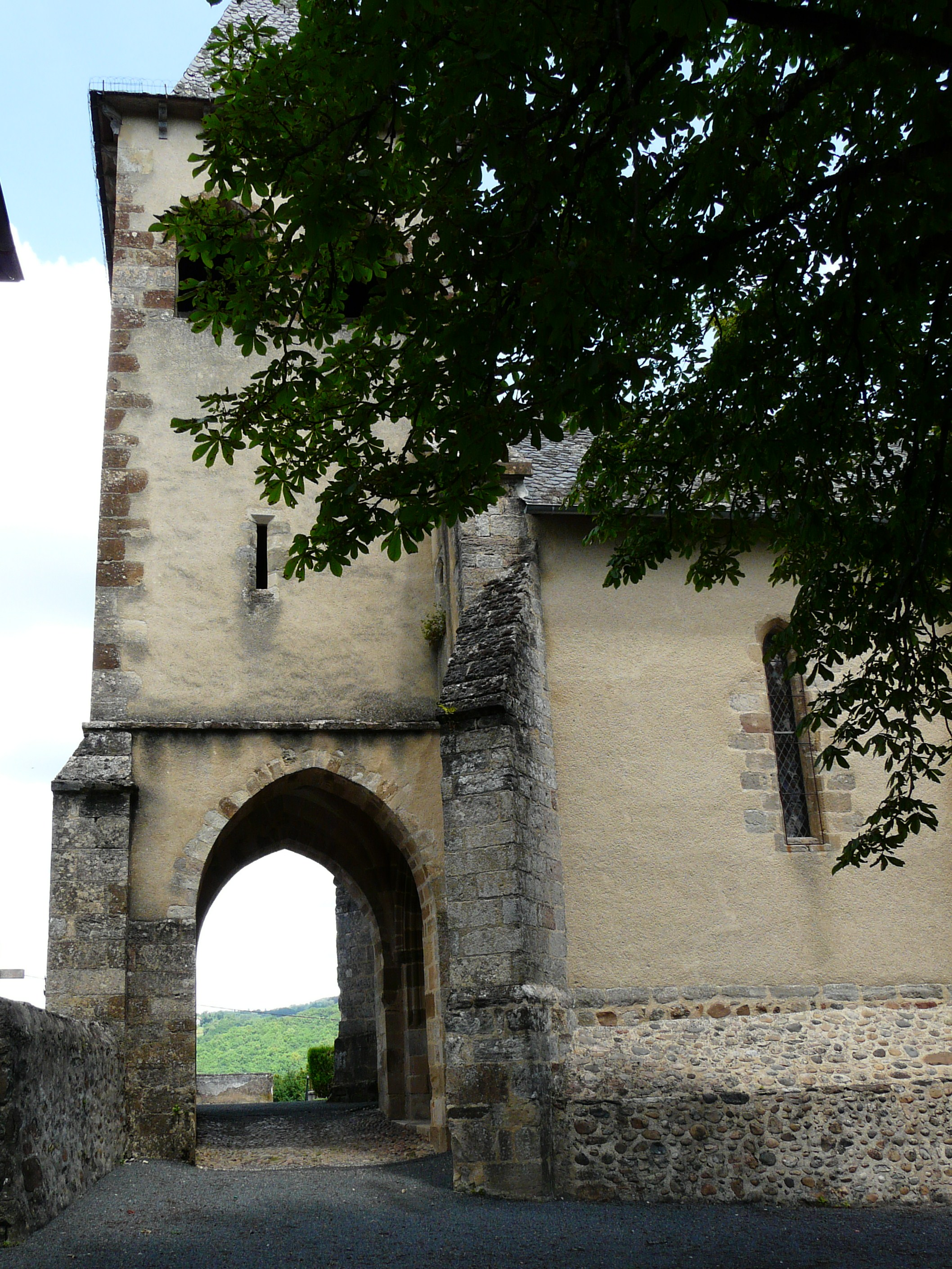
Son clocher-porche.
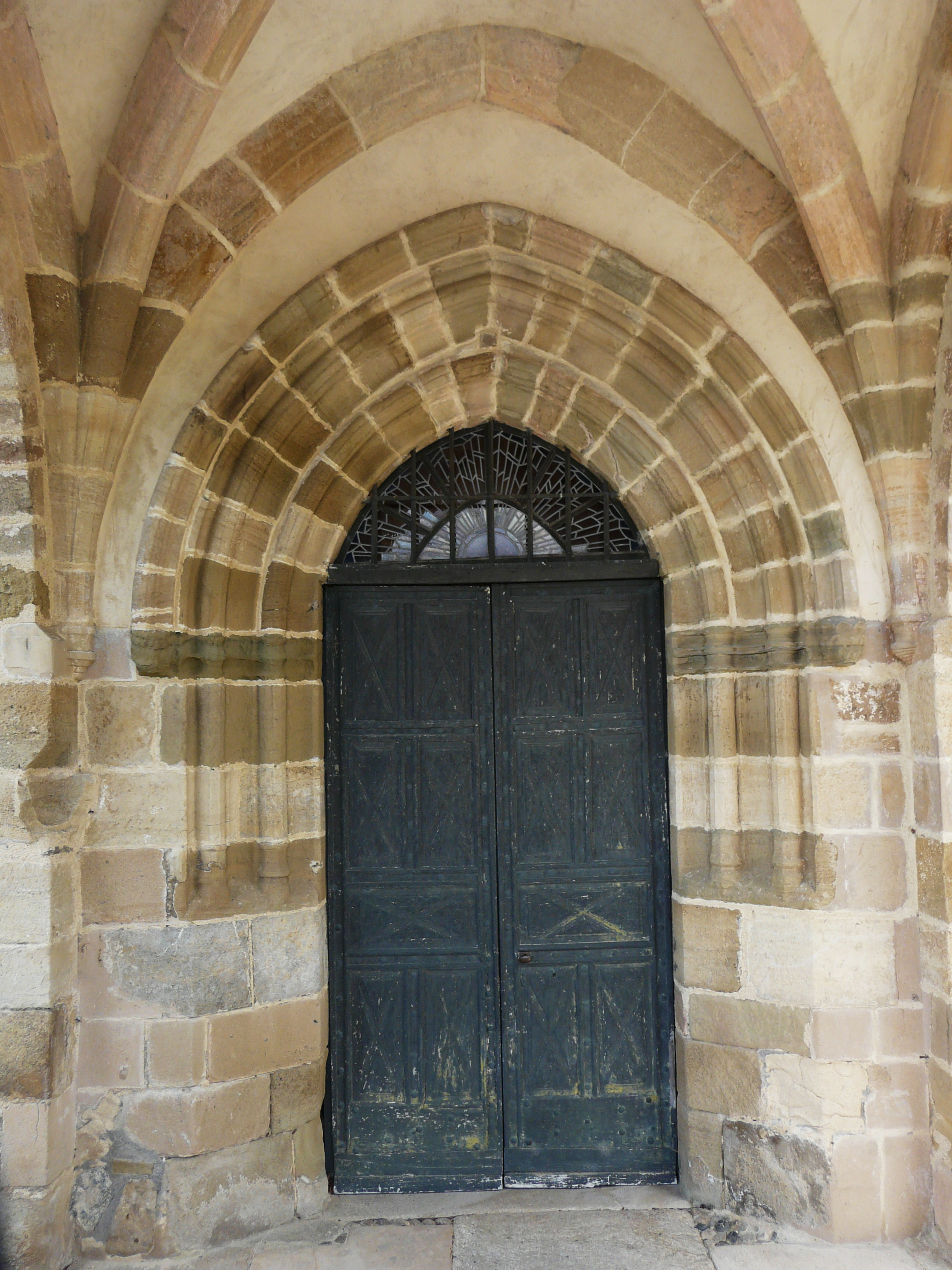
Son portail occidental.
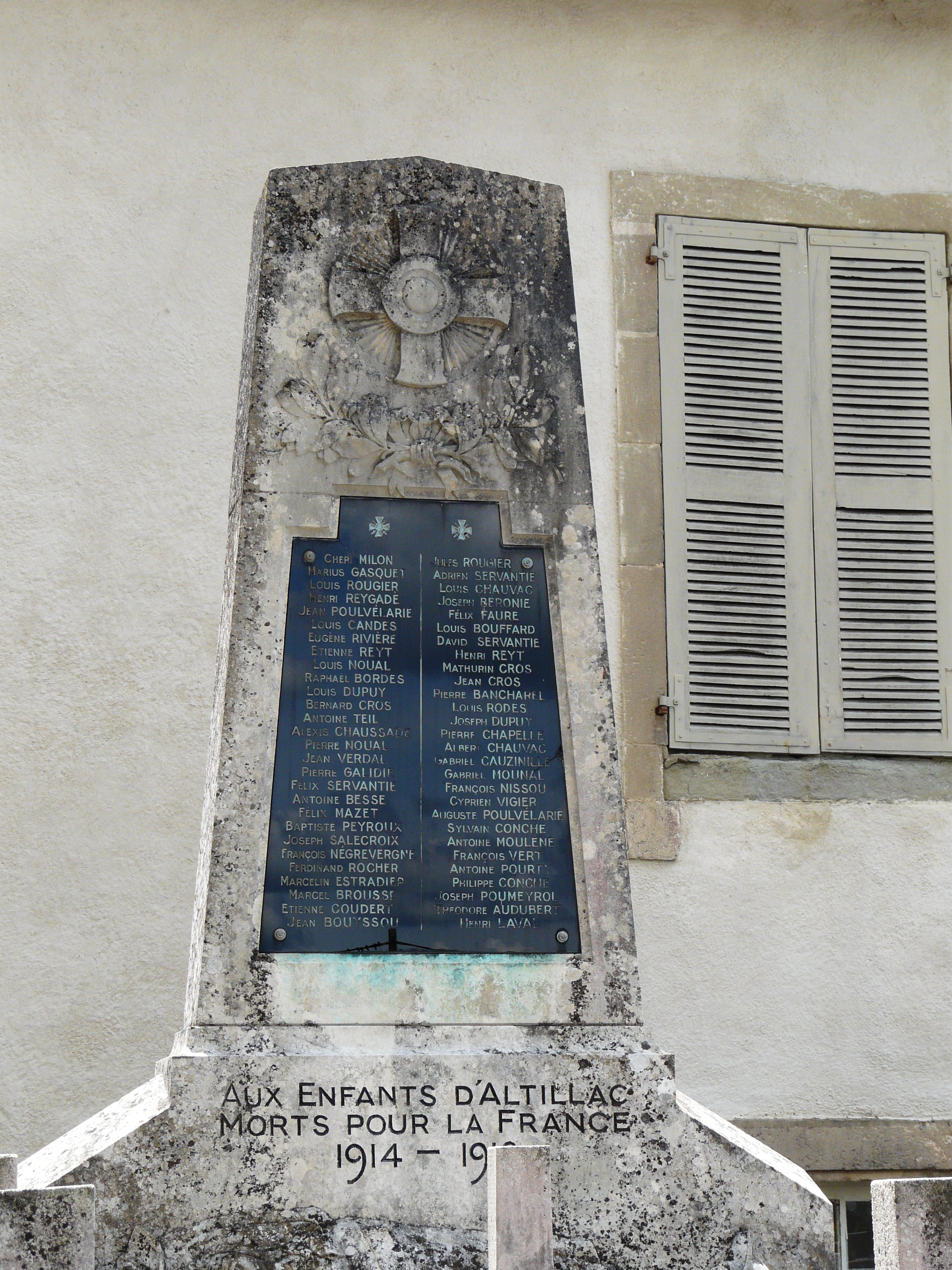
Le monument aux morts.

### Personnalités liées à la commune
- Marcel Conche, né le 27 mars 1922 à Altillac et mort le 27 février 2022, philosophe français et professeur émérite de philosophie à la Sorbonne.
- Antoine Adolphe Marcelin Marbot, né le 22 mars 1781 à Altillac et mort le 2 juin 1844 dans la même commune, général d'Empire.
- Jean-Antoine Marbot, né le 7 décembre 1754 à Altillac et mort le 19 avril 1800 à Gênes, homme politique et général d'Empire, député de la Corrèze à l'Assemblée législative, député de la Corrèze au Conseil des Anciens, élu deux fois président du Conseil des Anciens. Père d'Adolphe Marbot et de Marcellin Marbot.
- Jean-Baptiste Antoine Marcellin Marbot, né le 18 août 1782 à Altillac et mort le 16 novembre 1854 à Paris, général d'Empire, auteur des célèbres Mémoires du Général Marbot.

### Héraldique
| Blason de Altillac | Blason  | D'azur au loup ravissant d'or, à la bordure engrelée cousue de gueules, au chef cousu de même chargé de trois étoiles d'or. |
| Blason de Altillac | Détails | Le statut officiel du blason reste à déterminer.                                                                            |